# Beloneuria
Beloneuria is een geslacht van steenvliegen uit de familie borstelsteenvliegen (Perlidae). De wetenschappelijke naam van het geslacht is voor het eerst geldig gepubliceerd in 1925 door Needham & Claassen.

## Soorten
Beloneuria omvat de volgende soorten:
- Beloneuria georgiana (Banks, 1914)
- Beloneuria jamesae Stark & Szczytko, 1976
- Beloneuria stewarti Stark & Szczytko, 1976